# آنا چولوویگا
آنا چولوویگا (روسی: Анна Валерьевна Чоловяга؛ زادهٔ ۸ مهٔ ۱۹۹۲) بازیکن فوتبال اهل روسیه است.
وی همچنین در تیم ملی فوتبال زنان روسیه بازی کرده‌است.
وی در مسابقات کشوری و بین‌المللی در مجموع برندهٔ ۱ مدال برنز شده‌است.